# راسموس سفينسون
راسموس سفينسون هو لاعب كرة قدم سويدي في مركز الدفاع، ولد في 5 سبتمبر 1971. لعب مع نادي مالمو.

## وصلات خارجية
- راسموس سفينسون على موقع الاتحاد الدولي (مؤرشف)  (الإنجليزية)
- راسموس سفينسون على موقع قاعدة بيانات كرة القدم.إي يو (الإنجليزية)